# ジュリアおたあ
ジュリア おたあ（生没年不詳）は、安土桃山時代の朝鮮人女性。文禄・慶長の役（朝鮮出兵）の際に日本に連行され、のちにキリスト教に改宗して、現代に伝わる洗礼名「ジュリア」を得て、日本名「たあ」と合わせて「ジュリアおたあ」と呼ばれる。
彼女を猶子とした小西行長が関ヶ原の戦い（1600年）に敗れて刑死した後、勝者である徳川家康の侍女となったが、禁教令が出てもキリシタンとしての信仰を捨てず、家康の側室への抜擢に難色を示したため、伊豆諸島へ流刑となった。その後大阪で暮らしたのち晩年は長崎へ渡った。

## 生涯
出自は戦乱の中で戦死または自害した朝鮮人の娘とも、人質として捕虜となった李氏朝鮮の両班の娘ともいわれる。生没年や実名、家系などの仔細は不明であるが、生き別れた弟と思われる人物が、朝鮮出兵に参加した毛利家の家臣として村田安政（うんなき）として一家を立て、長州藩士を経て現代まで家系が存続しており、おたあが送った書状3通、安政が家康に拝謁した際に下賜されたと思われる三つ葉葵（徳川家家紋）入り小袖が萩博物館に寄贈されて現存している。キリシタン史研究家の浅見雅一（慶応義塾大学教授）は書状の分析から、貴族階級の出身と推定している。
文禄の役において、朝鮮征伐軍により平壌近郊で保護されたのち、キリシタン大名の小西行長に身柄を引き渡され、小西夫妻のもとで育てられる。保護された際、名を聞かれ「オプタ（없다　無い）」と答えたのが転じて「おたあ」と呼ばれるようになったという説がある。行長夫人のもとでキリシタンの洗礼を受け、ジュリアの名がついた。行長夫人の教育のもと、とりわけ小西家の元来の家業と関わりの深い薬草の知識に造詣を深めたといわれる。
慶長5年（1600年）の関ヶ原の戦いにて敗れた行長が処刑され小西家が没落すると、美しく聡明なジュリアの評判を聞いた徳川家康が大奥に召し上げ、伏見城で御物仕（正室の食事係）となった。昼に一日の仕事を終えてから夜に祈祷しキリスト教の教理書を読み、他の侍女たちをキリスト教信仰に導いたとされる。伏見教会のロドリゲス・ジラン神父は、1605年『イエズス会年報』の中で、高麗（李氏の前の王朝で、朝鮮半島を指しても使われる）生まれでキリシタンの侍女、ジュリアについて報告し、熱心な信者としての様子を「茨の中の薔薇」と評した。
慶長11年（1606年）春、家康は江戸城にジュリアを伴った。家康の許可を得て江戸城下につくられたフランシスコ会の天主堂（教会）の神父アルフォンソ・ムニョスは、1607年2月、スペイン領フィリピンの中心であるマニラの管区長への報告書の中で、天主堂のミサに通う侍女のジュリアについて触れている。
慶長12年（1607年）春、家康は駿府城で隠居する際にジュリアを伴った。駿府城では「阿瀧（おたあ）」と呼ばれた。スペインのセバスティアン・ビスカイノは、慶長16年（1611年）に駿府城で家康と会見した際、ジュリアが同席していたことを『金銀島探検報告』に記載している。
家康は岡本大八事件を機にキリシタンを排除するようになり、慶長17年（1612年）にキリシタン禁教令を出した。ジュリアはキリシタン棄教の要求を拒否した上、69歳の家康の側室への抜擢に難色を示したため駿府より追放され、伊豆大島在島30日で新島に、さらに15日後に神津島へと流された。どの地においても熱心に信仰生活を守り、見捨てられた弱者や病人の保護や、自暴自棄になった若い流人への感化など、島民の日常生活に献身的に尽くしたとされる（おたあはその教化で島民からキリシタン信仰を獲得したとも言われるが定かではない）。また、3度も遠島処分にされたのは、そのつど赦免と引換えに家康への恭順の求めを断り続けたこと、新島で駿府時代の侍女仲間と再会して、一種の修道生活に入ったことなどが言及されている。セバスチャン・ヴィエラ神父の1613年『年度報告』、1619年度『イエズス会年報』のロドリゲス・ジラン神父の報告書には、ジュリアの消息が記載されている。
1622年2月15日付『日本発信』のフランシスコ・パチェコ神父の書簡に、おたあは神津島を出て大坂に移住して神父の援助を受けている旨の文書がある。「ジュリアという名の女性は、神津島に流された後も信仰を捨てることなく、我々の仲間の支援を受けて大坂へと移った。彼女はその地で信仰生活を続け、後に長崎へと赴いた。彼女の忍耐と敬虔さは、我々宣教師にとっても模範であり、信徒たちの励みとなっている。」

### 没後
1950年代に神津島の郷土史家山下彦一郎が、島にある由来不明の供養塔がおたあの墓であると主張したことから、神津島で没したとする説が出た。以来同島では毎年5月に、日韓のクリスチャンを中心として、おたあの慰霊祭が行なわれ、1972年には韓国のカトリック殉教地の切頭山に神津島の村長と村議会議員らが、おたあの墓の土を埋葬し、石碑を建てた。しかしその後、上述の『日本発信』が発見されたため石碑は撤去され、真相が完全に明らかになるまで切頭山の殉教博物館内で保管されることになった。
1967年から1968年ごろ、上智大学教授のフーベルト・チースリクがローマのイエズス会記録所やロンドンの大英博物館などからジュリアに関する複数の資料を発見した。
1975年、神津島村長がジュリアの殉教を報告し、教皇の代理が神津島へ礼拝に訪れ、ジュリアを聖人と認めた。

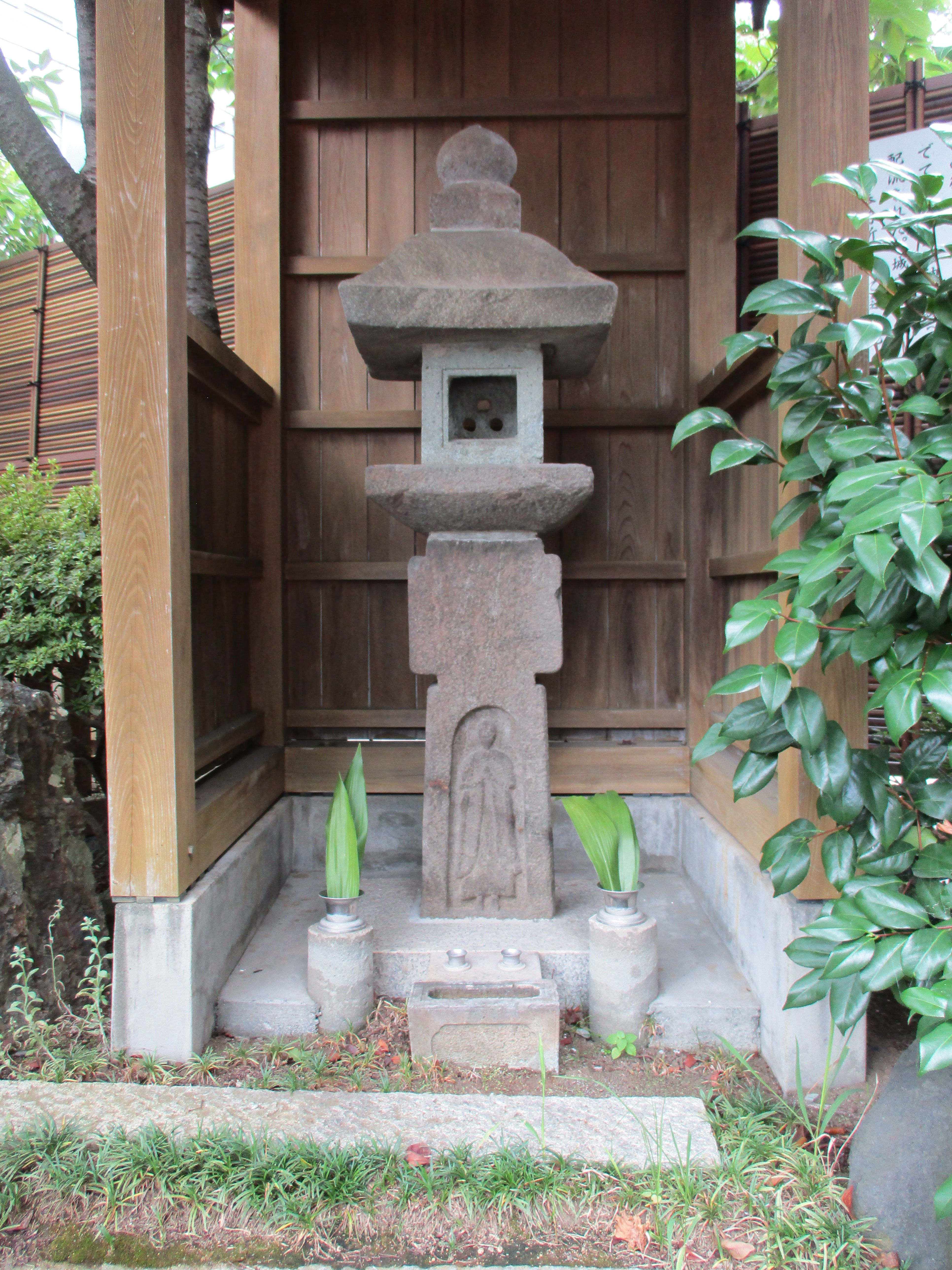
宝台院にあるキリシタン灯篭（2022年8月撮影）

駿府時代には灯篭を作らせ瞑想していたと言い伝えられており、その「キリシタン灯篭」は、現在は宝台院に移されている。

## 登場作品
音楽
- 『夢に消えたジュリア』（2004年発売・サザンオールスターズ）
  - 作詞作曲をした桑田佳祐はこの曲を作ってから、ジュリアおたあ伝説を知り、楽曲の内容も伝説に似ている。

小説
- 『サラン 哀しみを越えて』（荒山徹、文藝春秋、単行本版 2005年5月刊　ISBN 4163239405）
  - 同社より文庫化の際に『サラン・故郷忘じたく候』と改題。文庫版 2008年6月刊　ISBN 4167717859

映画
- 『真田幸村の謀略』（1979年、中島貞夫監督、演：秋野暢子）

ミュージカル
- 『ジュリアおたあ』（2015年、わらび座）- 日韓国交正常化50周年を記念した公演で、幼少時代から駿府城で棄教を迫られるまでを描く[16]。

漫画
- 『春霞の乱』（1990年、河村恵利、秋田書店 プリンセスコミックス『枕草子』に同時収録。1990年8月刊　ISBN 4253074006）